# Janville (Oise)
Janville é uma comuna francesa na região administrativa de Altos da França, no departamento de Oise. Estende-se por uma área de 0,9 km². Em 2010 a comuna tinha 686 habitantes (densidade: 762,2 hab./km²).